# شخصية عنيدة (ألبوم)
شخصية عنيدة هو ألبوم للفنانة السورية أصالة نصري، أُصدر في عيد الفطر الموافق لعام 2012.

## عن الألبوم
يحتوي الألبوم على عشرة أغنيات باللهجة المصرية، تسرب الألبوم قبل يومين من طرحه في الأسواق ومع ذلك لم يؤثر هذا التسريب على نجاحه وانتشاره. فقد استطاع الالبوم تحقيق مبيعات كبيرة طبقا لفيرجين ميجا ستورز القاهرة.
يعتبر الألبوم تحدي للنجمة أصالة لعودتها للجمهور المصري بعد غياب 4 سنوات، حيث استغرقت اختيار وتنفيذ الأغاني من الصفر في عام فقط.
الألبوم كان من إشراف المطرب المصري الشاب حسام حبيب لرغبة أصالة في اختيار أشكال وأنماط موسيقية جديدة توصلها لجيل الشباب.

## قائمة الأغاني
| #   | عنوان             | تأليف           | تلحين، توزيع                  | المدة |
| --- | ----------------- | --------------- | ----------------------------- | ----- |
| 1.  | "شاغل بالي"       | عبد الحميد حباك | حسام حبيب، هادي شرارة         | 4:07  |
| 2.  | "كبرتك على سيدك"  | محمد جمعة       | كريم محسن، أحمد إبراهيم       | 3:48  |
| 3.  | "قول بحبك"        | جمال الخولي     | تامر علي، حسن الشافعي         | 5:19  |
| 4.  | "أنا حْبك"         | عبد الحميد حباك | إيهاب عبد الواحد، نادر حمدي   | 4:15  |
| 5.  | "شخصية عنيدة"     | أحمد الجندي     | مدين، أحمد إبراهيم            | 4:44  |
| 6.  | "أساسي"           | أيمن بهجت قمر   | أحمد صلاح حسني، طارق مدكور    | 3:28  |
| 7.  | "بجد تجنن"        | وائل توفيق      | مدين، أسامة عبد الهادي        | 4:20  |
| 8.  | "روحي وخذاني"     | وائل توفيق      | أحمد محي، أسامة عبد الهادي    | 5:06  |
| 9.  | "بناء على رغباتك" | أحمد علي موسى   | تامر علي، نادر حمدي           | 4:38  |
| 10. | "سابني"           | عبد الحميد حباك | إيهاب عبد الواحد، حسن الشافعي | 4:15  |

## قائمة الأغاني المصورة
| اسم الأغنية | إخراج        |
| ----------- | ------------ |
| روحي وخذاني | طارق العريان |
| شخصية عنيدة | موسى عيسى    |